# Australothele jamiesoni
Australothele jamiesoni är en spindelart som beskrevs av Raven 1984. Australothele jamiesoni ingår i släktet Australothele och familjen Dipluridae. Inga underarter finns listade.